# Roberto Bussinello
 Roberto Bussinello  va ser un pilot de curses automobilístiques italià que va arribar a disputar curses de Fórmula 1.
Bussinello va néixer el 4 d'octubre del 1927 a Pistoia, Toscana, Itàlia i va morir el 24 d'agost del 1999 a Vicenza, Vèneto, Itàlia.

## A la F1
Va debutar a la sisena cursa de la temporada 1961 (la dotzena temporada de la història) del campionat del món de la Fórmula 1, disputant el 10 de setembre del 1961 el GP d'Itàlia al circuit de Monza.
Roberto Bussinello va participar en un total de tres proves puntuables pel campionat de la F1, disputades en dues temporades diferents no consecutives (1961 i 1965), aconseguint finalitzar una cursa en tretzena posició com a millor classificació i no assolí cap punt pel campionat del món de pilots.

## Resultats a la Fórmula 1
| Any  | Equip               | Xassís    | Motor      | 1   | 2   | 3   | 4   | 5   | 6   | 7       | 8      | 9   | 10  | Posició | Punts |
| ---- | ------------------- | --------- | ---------- | --- | --- | --- | --- | --- | --- | ------- | ------ | --- | --- | ------- | ----- |
| 1961 | Isobele de Tomaso   | de Tomaso | Alfa Romeo | MON | HOL | BEL | FRA | GBR | ALE | ITA Ret | USA    |     |     | -       | 0     |
| 1965 | Scuderia Centro Sud | BRM       | BRM        | SUD | MON | BEL | FRA | GBR | HOL | ALE NVQ | ITA 13 | USA | MEX | -       | 0     |

### Resum
| Curses: | Victòries: | Pòdiums: | Poles: | Voltes ràpides: | Punts: |
| ------- | ---------- | -------- | ------ | --------------- | ------ |
| 3       | 0          | 0        | 0      | 0               | 0      |